# Suk Min-hee
Suk Min-hee (coreà: 석 민희)  (7 de setembre de 1968) és una ex-jugadora d'handbol sud-coreana que va competir durant la dècada de 1980.
El 1988 va prendre part en els Jocs Olímpics de Seül, on guanyà la medalla d'or en la competició d'handbol.